# Ben Vorlich (Loch Earn)
Ben Vorlich (gael. Beinn Mhùrlaig, wym. [peɲ ˈvuːrˠlˠ̪ɛkʲ]ⓘ) – szczyt w Grupie Loch Earn, w Grampianach Zachodnich. Leży w Szkocji, w regionach Perth and Kinross i Stirling. Jest to najwyższy szczyt Grupy Loch Earn. Szczytu tego nie należy mylić z jego imiennikiem - Ben Vorlich w Grampianach Zachodnich.